# كأس السودان
كأس السودان هي البطولة الرسمية الثانية لأندية كرة القدم السودانية بعد الدوري السوداني الممتاز، يشرف على البطولة الاتحاد السوداني لكرة القدم. ويعتبر المريخ هو الأكثر تتويجاً بالبطولة بواقع 26 لقباً.
على عكس أبطال الكؤوس المحلية الأخرى في قارة إفريقيا، فإن بطل كأس السودان لا يتأهل إلى كأس الكونفيدرالية الإفريقية، ويشارك بدلاً عنه صاحب المركز الرابع في الدوري الممتاز رفقة صاحب المركز الثالث.
بطل كأس السودان 2022 هو الهلال للمرة الثامنة في تاريخه وذلك بعد فوزه في النهائي على أهلي الخرطوم بركلات الترجيح 4 - 3.

## نظام البطولة
تلعب فرق الولايات مباريات تمهيدية ويتأهل ستة عشر فريقاً لملاقاة أندية الدوري الممتاز وتكون باقي المباريات بنظام الذهاب والإياب إلا الربع النهائي والنصف النهائي وأيضا النهائي.

## سجل الأبطال
- 1963 : المريخ
- 1964 : لم تنظم
- 1965 : لم تنظم
- 1966 : لم تنظم
- 1967 : لم تنظم
- 1968 : لم تنظم
- 1969 : لم تنظم
- 1970 : المريخ
- 1971 : المريخ
- 1972 : المريخ
- 1973 : لم تنظم
- 1974 : المريخ
- 1975 : لم تنظم
- 1976 : لم تنظم
- 1977 : الهلال
- 1978 : النيل الحصاحيصا
- 1979: لم تنظم
- 1980 : لم تنظم
- 1981 : حي العرب
- 1982 : أهلي مدني
- 1983 : المريخ
- 1984 : المريخ
- 1985 : المريخ
- 1986 : المريخ
- 1987 : الموردة
- 1988 : المريخ
- 1989 : الموردة
- 1990 : اتحاد مدني
- 1991 : المريخ
- 1992 : لم تنظم
- 1993 : المريخ
- 1994 : المريخ
- 1995 : الموردة
- 1996 : المريخ
- 1997 : الموردة
- 1998 : الهلال
- 1999 : المريخ
- 2000 : الهلال
- 2001 : المريخ
- 2002 : لم تنظم
- 2003 : لم تنظم
- 2004 : الهلال
- 2005 : المريخ
- 2006 : المريخ
- 2007 : المريخ
- 2008 : المريخ
- 2009 : الهلال
- 2010 : المريخ
- 2011 : الهلال
- 2012 : المريخ
- 2013 : المريخ
- 2014 : المريخ
- 2015 : المريخ
- 2016 : الهلال
- 2017 : أهلي شندي
- 2018 : المريخ
- 2019 : لم تستكمل البطولة[3]
- 2020 : ألغيت بسبب جائحة كورونا
- 2021 : لم تستكمل البطولة[4]
- 2022 : الهلال

## الأكثر تتويجاً
| النادي          | البطل |
| --------------- | ----- |
| المريخ          | 26    |
| الهلال          | 10    |
| الموردة         | 5     |
| النيل الحصاحيصا | 1     |
| حي العرب        | 1     |
| أهلي مدني       | 1     |
| اتحاد مدني      | 1     |
| أهلي شندي       | 1     |